# Missões diplomáticas do Haiti

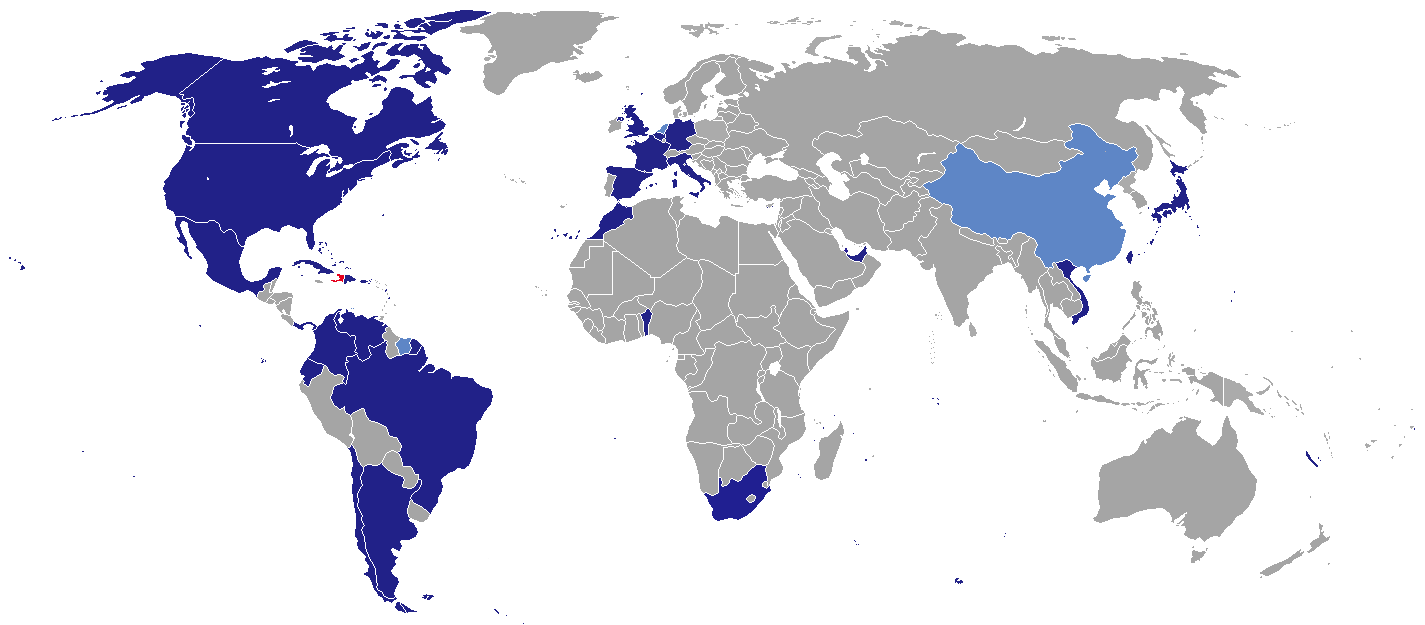
Missões diplomáticas do Haiti

Abaixo estão listadas as embaixadas e consulados do Haiti, país que ocupa a metade da ilha Hispaniola:

## África

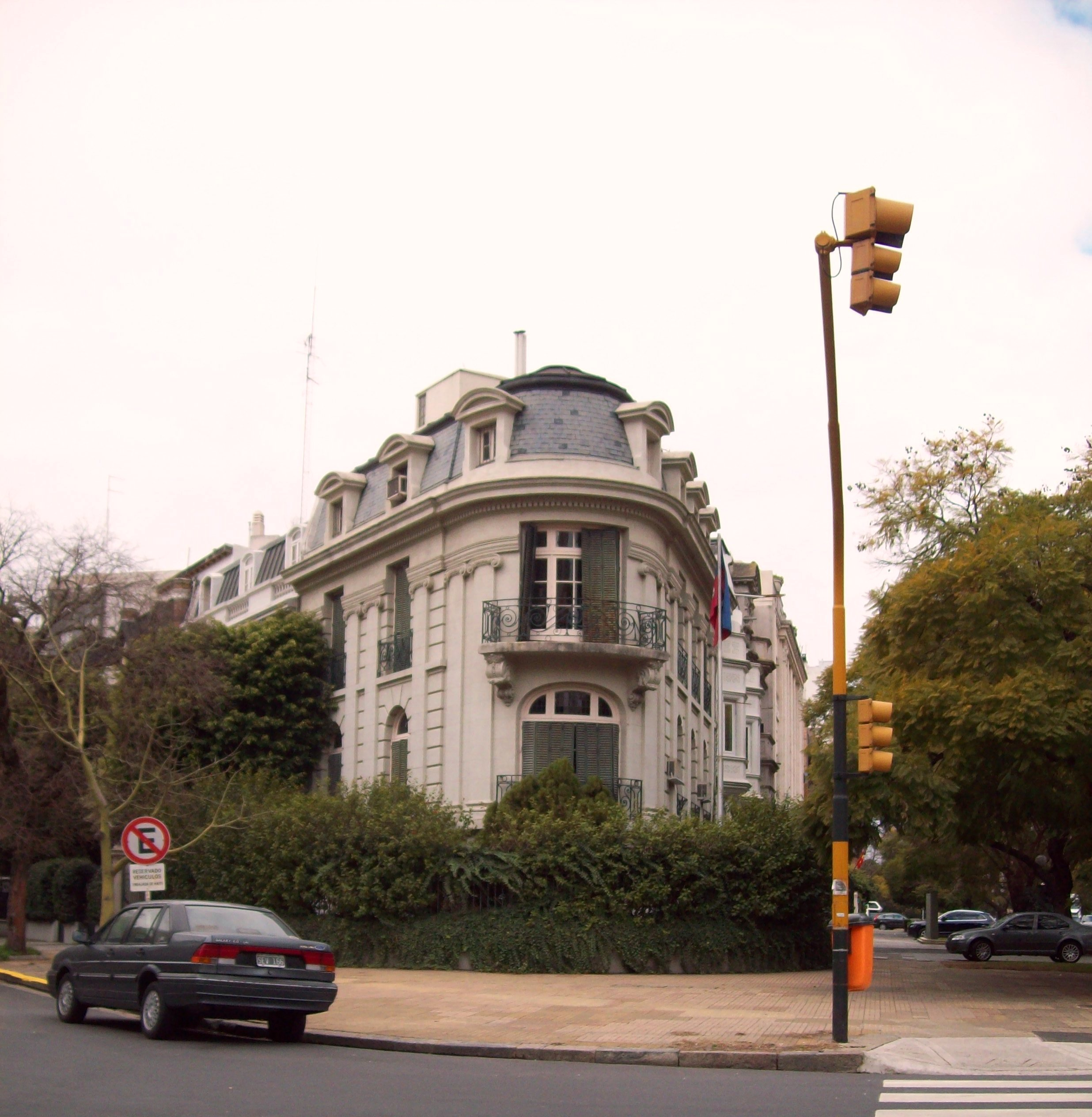
Embaixada do Haiti em Bueno Aires

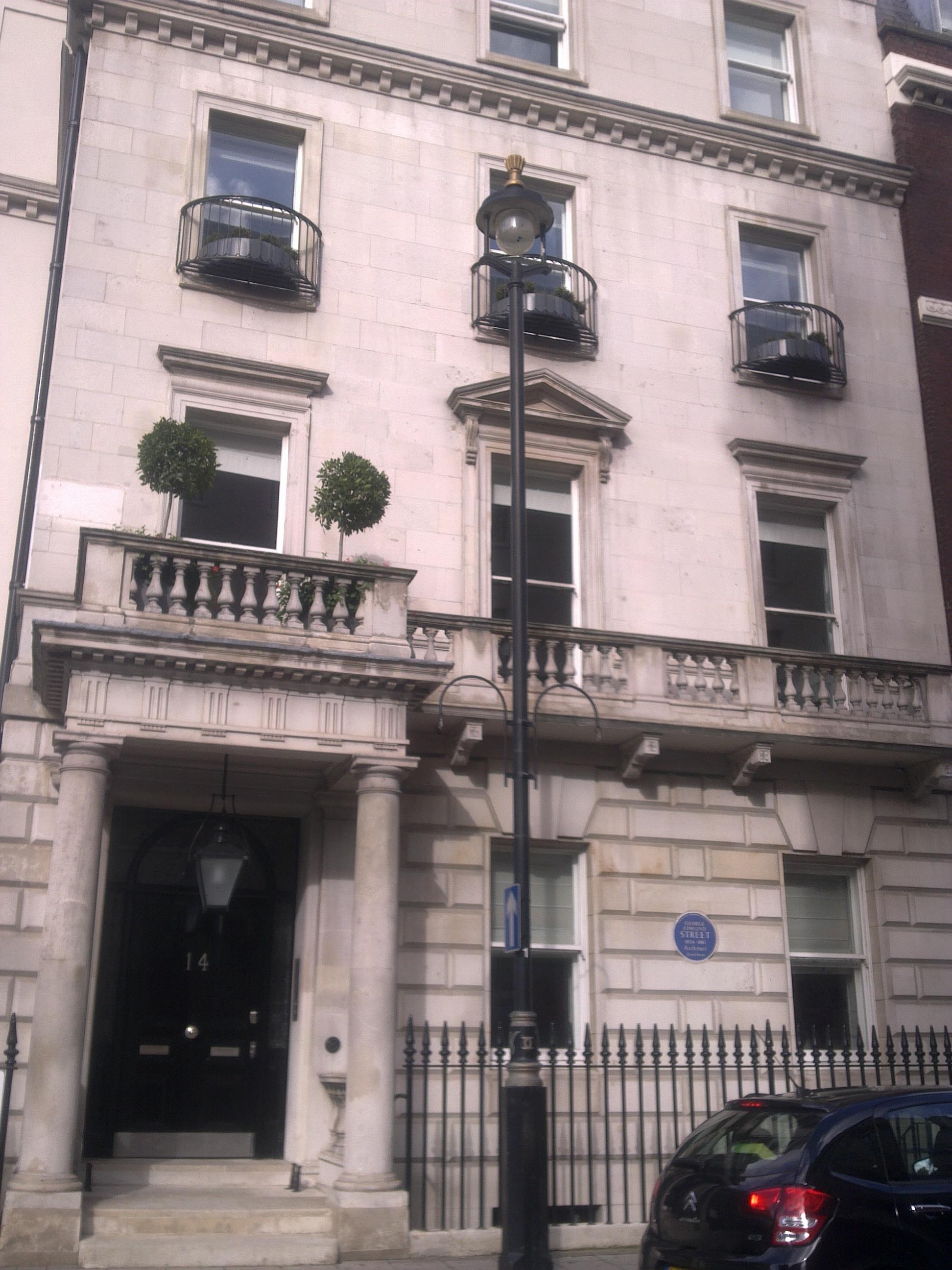
Embaixada do Haiti em Londres

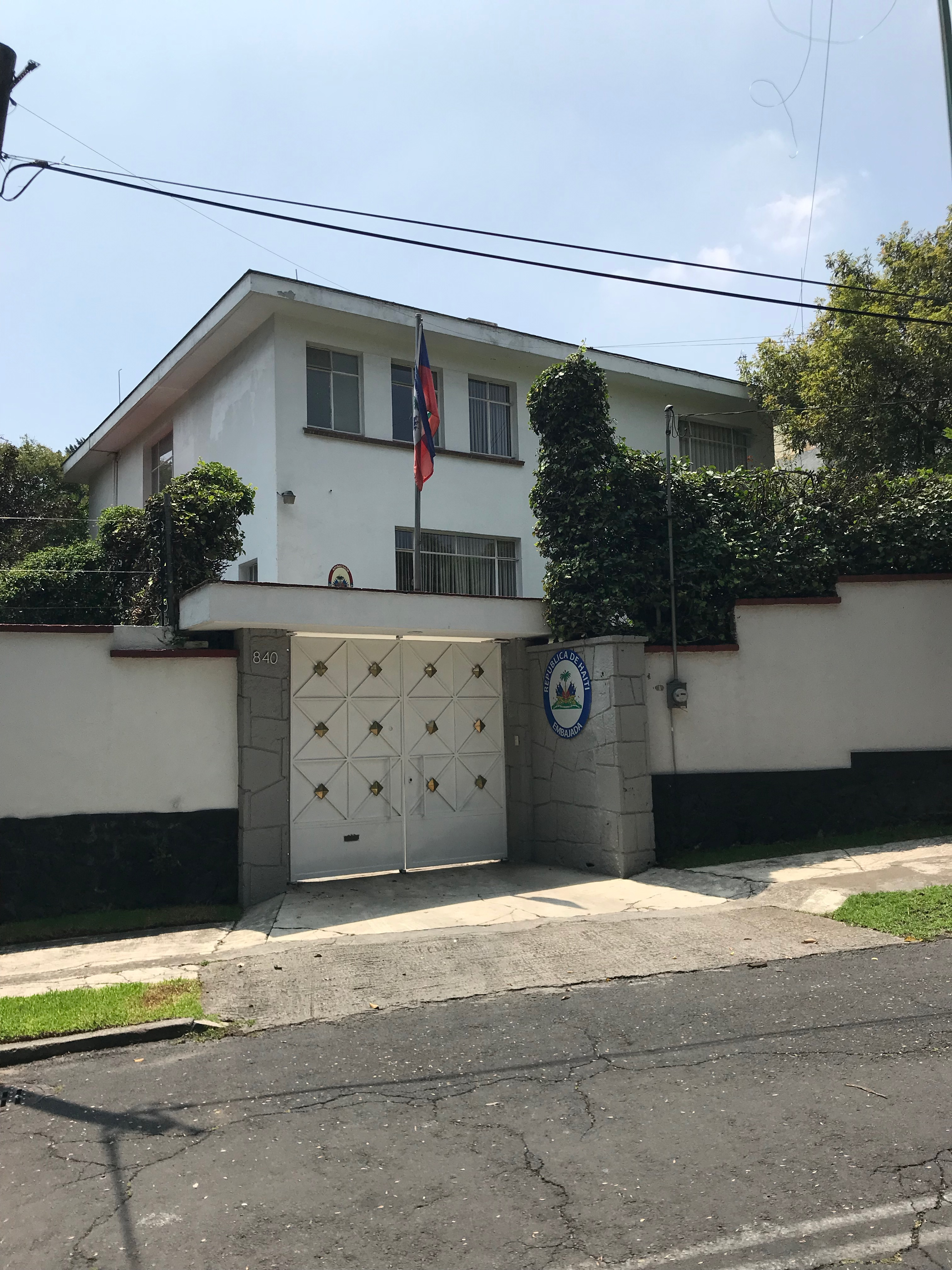
Embaixada do Haiti em Cidade do México

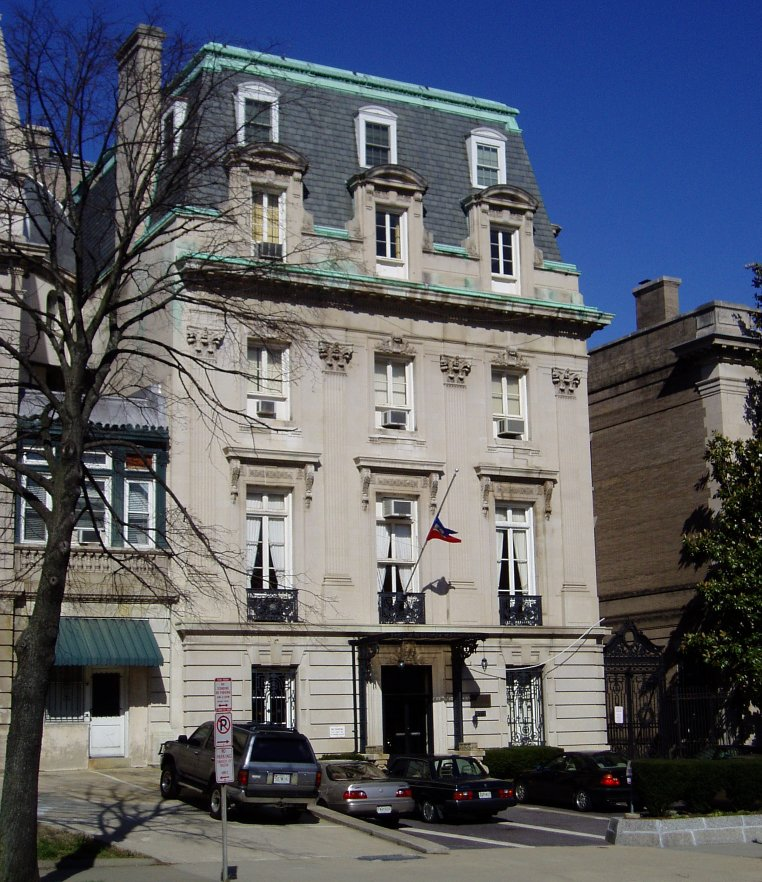
Embaixada do Haiti em Washington, D.C.

- África do Sul
  - Pretória (Embaixada)
- Benim
  - Cotonou (Embaixada)

## América
- Argentina
  - Buenos Aires (Embaixada)
- Bahamas
  - Nassau (Embaixada)
- Brasil
  - Brasília (Embaixada)
- Canadá
  - Ottawa (Embaixada)
  - Montreal (Consulado-Geral)
- Chile
  - Santiago (Embaixada)
- Cuba
  - Havana (Embaixada)
- Equador
  - Quito (Embaixada)
- Estados Unidos
  - Washington, DC (Embaixada)
  - Atlanta (Consulado-Geral)
  - Boston (Consulado-Geral)
  - Chicago (Consulado-Geral)
  - Miami (Consulado-Geral)
  - Nova Iorque (Consulado-Geral)
  - Orlando (Consulado-Geral)
- México
  - Cidade do México (Embaixada)
- Panamá
  - Cidade do Panamá (Embaixada)
- República Dominicana
  - São Domingos (Embaixada)
  - Dajabón (Consulado-Geral)
  - Higüey (Consulado-Geral)
  - Santa Cruz de Barahona (Consulado-Geral)
  - Santiago de los Caballeros (Consulado-Geral)
- Suriname
  - Paramaribo (Consulado-Geral)
- Venezuela
  - Caracas (Embaixada)

## Ásia
- China
  - Pequim (Consultório de desenvolvimento comercial)
- Japão
  - Tóquio (Embaixada)
- Taiwan
  - Taipé (Embaixada)
- Vietname
  - Hanói (Embaixada)

## Europa
- Alemanha
  - Berlim (Embaixada)
- Bélgica
  - Bruxelas (Embaixada)
- Espanha
  - Madrid (Embaixada)
- França
  - Paris (Embaixada)
  - Caiena, Guiana Francesa (Consulado-Geral)
  - Pointe-à-Pitre, Guadalupe (Consulado-Geral)
- Itália
  - Roma (Embaixada)
- Países Baixos
  - Willemstad, Curaçao (Consulado-Geral)
- Reino Unido
  - Londres (Embaixada)
- Santa Sé
  - Roma (Embaixada)

## Organizações multilaterais
- Bruxelas (Missão ante a União Europeia)
- Genebra (Missão permanente do Haiti ante as Nações Unidas e organizações internacionais)
- Nova Iorque (Missão permanente do Haiti ante as Nações Unidas)
- Paris (Missão permanente do Haiti ante a UNESCO)
- Roma (Missão permanente do Haiti ante a FAO)
- Washington, DC (Missão permanente do Haiti ante a Organização dos Estados Americanos)